# Artem Bondariew
Artem Mychajłowycz Bondariew (ukr. Артем Михайлович Бондарєв; ur. 12 stycznia 1983 w Kijowie) – ukraiński hokeista, reprezentant Ukrainy, trener.

## Kariera zawodnicza
- Sokił 2 Kijów (1998-2000)
- Kryżynka Kijów (1999-2000)
- HK Kijów (2000-2001)
- Berkut Kijów (2001-2002)
- Liepājas Metalurgs (2002-2003)
- Sokił Kijów (2003-2005)
- HK Kijów (2004-2005)
- CSA Steaua Bukareszt (2005-2006)
- HK Kijów (2006-2007)
- HK Brześć (2007-2008)
- HK Witebsk (2008-2009)
- HK Nioman Grodno (2009-2010)
- HK Kijów (2010-2011)
- Donbas Donieck (2011-2011)
- Donbas 2 Donieck (2011-2012)
- Dynamo Charków (2012-2013)
- Biłyj Bars Biała Cerkiew (2013-2014)
- JKH GKS Jastrzębie (2014-2015)
- CSA Steaua Bukareszt (2015-2016)
- Donbas Donieck (2016-2017)

Występował w klubach ukraińskich, białoruskich, rumuńskim, łotewskim. Od września 2014 zawodnik polskiego klubu JKH GKS Jastrzębie (wraz z nim jego rodak Wołodymyr Ałeksiuk). Po zakończeniu sezonu Polska Hokej Liga (2014/2015) obaj odeszli z JKH. Od sierpnia 2015 ponownie zawodnik rumuńskiego klubu Steaua Bukareszt. Od maja 2016 ponownie zawodnik Donbasu. W sezonie UHL 2016/2017 został kapitanem zespołu
Grał w kadrach juniorskich Ukrainy. Brał udział w turnieju zimowej uniwersjady edycji 2005. Uczestniczył w turniejach mistrzostw świata w 2010, 2012, 2013, 2014, 2015, 2016, 2017 (Dywizja I).

## Kariera trenerska
Przed sezonem 2022/2023 objął obowiązki asystenta trenera w Sokile Kijów.

## Sukcesy
Reprezentacyjne
- Awans do MŚ do lat 20 Elity: 2003
- Awans do MŚ Dywizji I Grupy A: 2013, 2016

Klubowe
- Brązowy medal mistrzostw Ukrainy: 2005 z HK Kijów
- Złoty medal mistrzostw Ukrainy: 2002 z Berkutem Kijów, 2012 z Donbasem Donieck 2, 2017 z Donbasem Donieck
- Złoty medal mistrzostw Rumunii: 2006 ze Steauą Bukareszt
- Srebrny medal mistrzostw Ukrainy: 2014 z Biłyjem Barsem Biała Cerkiew
- Srebrny medal mistrzostw Polski: 2015 z JKH GKS Jastrzębie

Indywidualne
- Mistrzostwa Świata w Hokeju na Lodzie 2011/I Dywizja#Grupa B:
  - Trzecie miejsce w klasyfikacji +/- turnieju: +7[9]
- Mistrzostwa Ukrainy w hokeju na lodzie (2013/2014):
  - Pierwsze miejsce w klasyfikacji strzelców w sezonie zasadniczym: 20 goli[10]
  - Drugie miejsce w klasyfikacji asystentów w sezonie zasadniczym: 19 asyst[11]
  - Pierwsze miejsce w klasyfikacji kanadyjskiej w sezonie zasadniczym: 39 punktów[12]

Szkoleniowe
- Złoty medal mistrzostw Ukrainy: 2023 z Sokiłem Kijów